# Universidade Bilkent
A Universidade Bilkent é uma universidade privada sem fins lucrativos de Ancara. Foi a primeira universidade privada sem fins lucrativos na Turquia, fundada em 20 de outubro de 1984 pelo professor Ihsan Doğramacı, com o objetivo principal de criar um centro de excelente ensino superior e de investigação. O nome "Bilkent" mostra este objectivo, uma vez que é um acrônimo de "kenti bilim", turco para a cidade "da aprendizagem e da ciência". O campus está situado fora da estrada principal para Esquixequir a cerca de 12 km, a oeste do centro de Ancara, e tem uma área de mais de 500 hectares. A universidade tem mais de 25 mil alunos, e começou a recebê-los em 1986.